# Tachimetria
Tachimetria (kiedyś nazywana też tachymetrią) – nazwa pochodzi z języka greckiego i dosłownie oznacza „szybki pomiar”, co uzyskuje się w praktyce przez stosowanie dalmierzy optycznych, elektrooptycznych lub laserowych do określania odległości oraz wykonywanie odczytów służących do wyznaczania kątów poziomych i pionowych ze średnią dokładnością. 
Jako metoda pomiarowa pojawiła się na początku XIX wieku po wprowadzeniu do lunety teodolitu przez monachijskiego optyka Georga Friedricha von Reichenbacha płytki ogniskowej z nitkami dalmierczymi, co umożliwiło optyczny pomiar odległości. 
Tachimetria polega na pomiarze sytuacyjno-wysokościowym wykonywanym metodą biegunową, do określania położenia sytuacyjnego punktów szczegółowych, oraz niwelacji trygonometrycznej, do określania wysokości tych punktów. Pomiary tachimetryczne przeprowadza się w oparciu o osnowy geodezyjne, czyli punkty o znanych współrzędnych geodezyjnych, za pomocą tachimetru lub teodolitu z nasadką dalmierczą.
Tachimetrię wykorzystuje się w geodezji. Najczęściej używana jest do dokonywania pomiarów geodezyjnych dla małych obszarów. Jej wyniki prezentuje się na mapie zasadniczej lub ewindencyjnej w skali 1:500-1:5000
Warunki dokładnościowe wykonywania tachimetrii podczas przeprowadzania pomiarów sytuacyjnych i wysokościowych zostały określone w §42. pkt 1. rozporządzenia Ministra Spraw Wewnętrznych i Administracji z 9 listopada 2011 roku:
- błąd średni pomiaru odległości ≤ 0,10m
- błąd średni pomiaru kąta pionowego ≤ 0,0030g
- długość celowych ≤ 250m
- błąd średni pomiaru wysokości instrumentu oraz lustra ≤ 0,01m

Obecnie obowiązujące rozporządzenie w sprawie standardów technicznych wykonywania pomiarów nie reguluje tej kwestii.